# Jeremiah Dixon
Jeremiah Dixon (Cockfield, 27 juli 1733 – aldaar 22 januari 1779) was een Engelse landmeter en astronoom, het bekendst om zijn werk van 1763 tot 1767 met Charles Mason bij het bepalen van wat later de Mason-Dixonlijn zou gaan heten.
Dixon werd in 1733 geboren in Cockfield, bij Bishop Auckland in het graafschap Durham, als vijfde van zeven kinderen van George Dixon en Mary Hunter. Zijn vader was een rijke mijnbaas en Quaker. Dixons belangstelling voor astronomie en wiskunde werd gewekt tijdens zijn schooltijd in Barnard Castle. Hij maakte al vroeg in zijn leven kennis met wiskundige William Emerson en de astronomen John Bird en Thomas Wright.
In 1761 was Jeremiah Dixon assistent van Charles Mason toen de Royal Society Mason koos om de Venusovergang vanuit Sumatra waar te nemen. Hun reis naar Sumatra liep echter vertraging op en als alternatief gingen zij bij Kaap de Goede Hoop aan land, waar ze de overgang op 6 juni 1761 waarnamen. Later zou Dixon nog eens naar de Kaap gaan om met Nevil Maskelynes klok experimenten met de zwaartekracht te doen.
Dixon en Mason kwamen in 1763 met de eigenaren van Pennsylvania en Maryland, Thomas Penn en Baron Frederick Calvert van Baltimore, overeen te helpen bij het oplossen van een grensgeschil tussen de twee provincies. In november 1763 kwamen ze in Philadelphia aan en ze begonnen hun werk aan het einde van dat jaar. Pas laat in 1766 was hun onderzoek klaar, waarna ze bleven om ten behoeve van de Royal Society een graad van de meridiaan van het schiereiland Delmarva in Maryland te meten. Ook maakten ze een aantal zwaartekrachtmetingen met hetzelfde instrument dat Dixon in 1761 met Maskelyne had gebruikt. Beiden werden lid gemaakt van de American Society for Promoting Useful Knowledge in Philadelphia voor ze in 1768 terugkeerden naar Engeland.
In 1769 voer Dixon met William Bayly naar Noorwegen om nog een Venusovergang waar te nemen. Om zo min mogelijk kans te hebben dat slecht weer metingen zou verhinderen scheidden de twee, Dixon op het Hammerfesteiland en Bayly bij de Noordkaap. Na terugkeer in Engeland hervatte Dixon zijn werk als landmeter in Durham. Hij bleef ongehuwd en overleed op 45-jarige leeftijd in zijn geboorteplaats.